# Консультативные услуги безопасности
Консультативные услуги безопасности (англ. Security Advisory Services, сокр. SAS) — британская частная военная компания, основанная бывшим военнослужащим Джоном Бэнксом и контрабандистом Лэсли Эспином чтобы вербовать наёмников для боевых действий за рубежом. В 1976 году компания массово нанимала сотрудников для участия в гражданской войне в Анголе, что явилось крупнейшей вербовкой в Великобритании со времен гражданской войны в Нигерии в конце 1960-х годов.

## История
Летом 1975 года бывший десантник Джон Бэнкс разместил в одной из английских газет следующее объявление:

Для интересной работы за границей требуются бывшие диверсанты, десантники, солдаты Особой воздушной службы.

Бэнкс планировал завербовать наёмников на войну в Южной Родезии, для чего открыл офис в Сандхерсте, на улице Йорктаун Роуд, над прачечной самообслуживания. В офисе разместилась компания «Консультативные услуги безопасности», другим владельцем которой стал Лэсли Эспин — бывший контрабандист и двойной агент, поставлявший оружие Ирландской республиканской армии в 1973 году. Вербовка в Родезию не была успешной, но позволила Бэнксу собрать данные о желающих повоевать за границей.
В январе 1976 года в Великобританию прибыл бывший десантник Норман Холл, работавший на Холдена Роберто — лидера национального фронта освобождения Анголы. Холл обратился к компании Бэнкса чтобы провести вербовку наёмников для поддержки ФНЛА на войне в Анголе, предоставив для этого 25 тысяч долларов США. Впоследствии компания получила ещё 84 тысячи долларов от другого помощника Роберто - Теренса Хейга. 

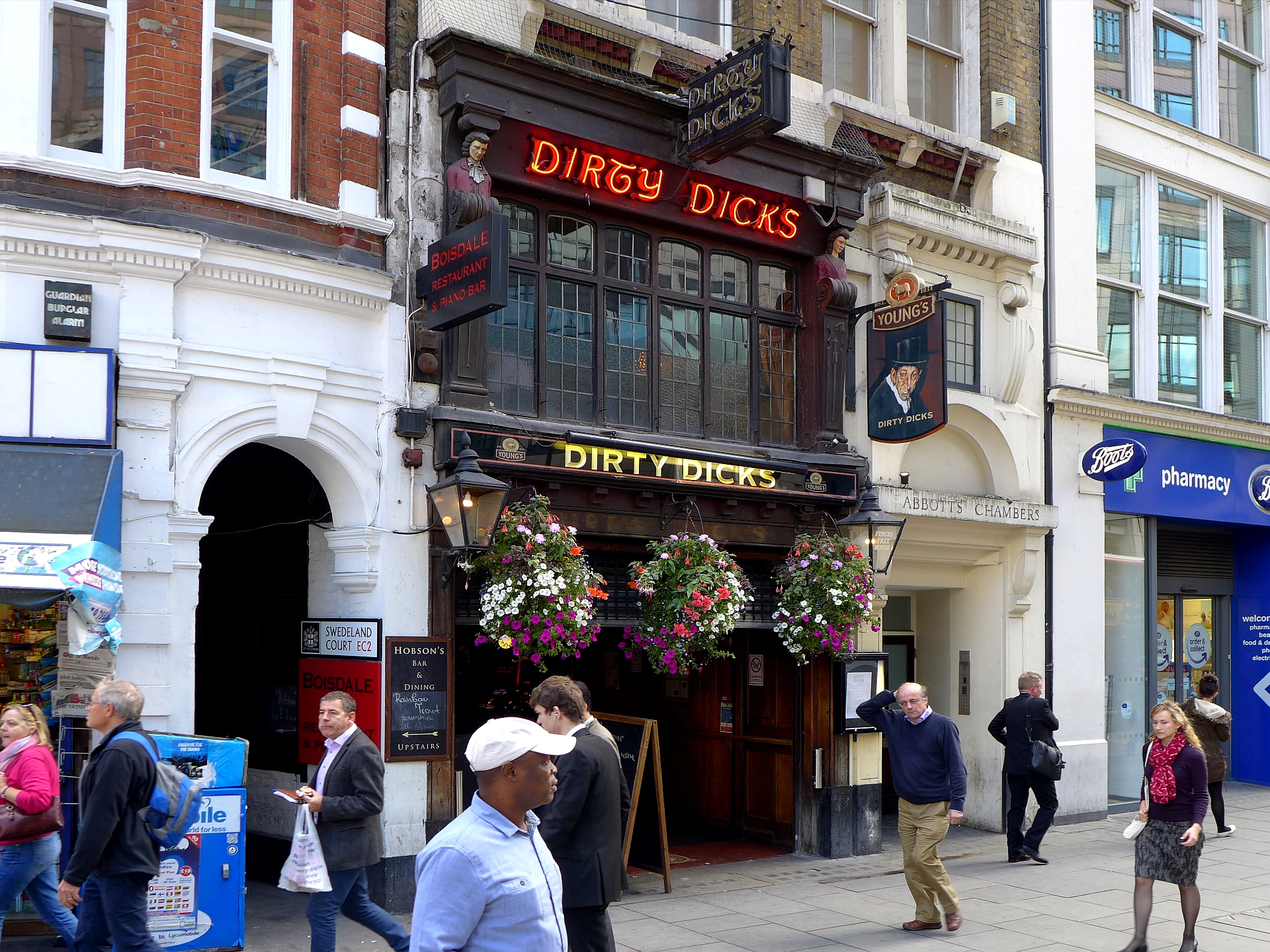
Паб в Лондоне, где собирались наёмники перед отправкой на войну в Анголу

Помимо размещения объявлений в газетах, Бэнкс также проводил вербовку лично, знакомясь с претендентами в пабах Лондона. Перед отправкой на войну, приехавшие в Лондон наёмники собирались в баре Dirty Dick's и ночевали в церкви Святого Георгия на Востоке. По разным оценкам, Бэнксу удалось отправить в Анголу от 90 до 200 солдат. Он лично сопровождал первую группу наёмников, вылетавших из аэропорта Хитроу, до Брюсселя, откуда они уже без Бэнкса отправились чартерным рейсом в Киншасу - столицу граничащего с Анголой Заира. Вторая группа прилетела в Заир другим чартерным рейсом из Антверпена.
По словам Бэнкса, контракты с наёмниками были заключены на 6 месяцев, их зарплата составляла 300 долларов США в неделю, а также им была обещана премия в 10 тысяч долларов США за каждого взятого в плен русского.
Некоторым из завербованных компанией наёмников было всего 17 лет, многие не имели ни военной подготовки, ни хорошей экипировки. Согласно корреспонденту австралийской газеты «Эйдж» Бэну Хиллсу, в ходе боевых действий в Анголе всего погибло 59 наёмников, отряды которых были разбиты МПЛА при поддержке кубинской армии. Из попавших в плен, четверо были приговорены к расстрелу, девять - к длительным срокам заключения на процессе в Луанде.

## Комментарии
1. ↑  Движение ФНЛА, подкрепляемое британскими наёмниками, воевало против МПЛА, которое поддерживал СССР, направляя ему на помощь оружие и военных специалистов.